# Mahmut Özen
Mahmut Özen (* 1. September 1988 in Stockholm) ist ein schwedisch-türkischer Fußballspieler.

## Karriere
Özen spielte in der Nachwuchsabteilung des Stafsinge IF, ehe er hier 2008 in den Kader der 1. Mannschaft aufgenommen wurde. 2009 wechselte er dann zu Varbergs BoIS und spielte hier die nachfolgenden zwei Spielzeiten. Nachdem Özen etwa eineinhalb Jahre für den Mjällby AIF gespielt hatte, wechselte er im Frühjahr 2014 zum Malmö FF.
Zur Saison 2014/15 wurde er in die türkische Süper Lig an den zentralanatolischen Vertreter Kayseri Erciyesspor abgegeben. Nach einer Saison löste er nach gegenseitigem Einvernehmen seinen Vertrag auf und kehrte nach Schweden zurück.
Im Januar 2016 wechselte er zum türkischen Zweitligisten Adana Demirspor und verließ diesen im Dezember 2016 wieder.